# Rockville (Utah)
Rockville é uma cidade  localizada no estado norte-americano de Utah, no Condado de Washington.

## Demografia
Segundo o censo norte-americano de 2000, a sua população era de 247 habitantes.
Em 2006, foi estimada uma população de 257, um aumento de 10 (4.0%).

## Geografia
De acordo com o United States Census Bureau tem uma área de
21,8 km², dos quais 21,8 km² cobertos por terra e 0,0 km² cobertos por água.

## Localidades na vizinhança
O diagrama seguinte representa as localidades num raio de 24 km ao redor de Rockville.